# Pier Francesco Mola
Pier Francesco Mola (ur. 1612 w Coldrerio k. Lugano, zm. 13 maja 1666 w Rzymie) – włoski malarz i rysownik okresu baroku.

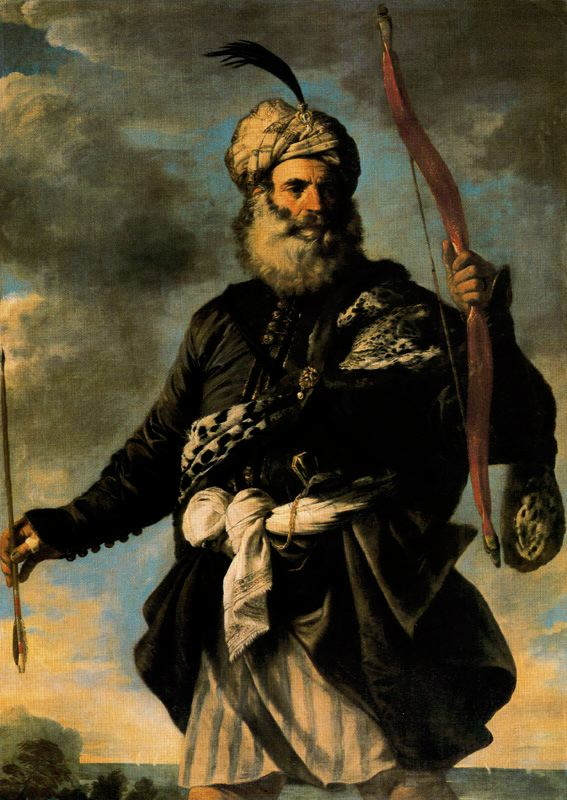
Pier Francesco Mola, Barbarzyński pirat (1650)

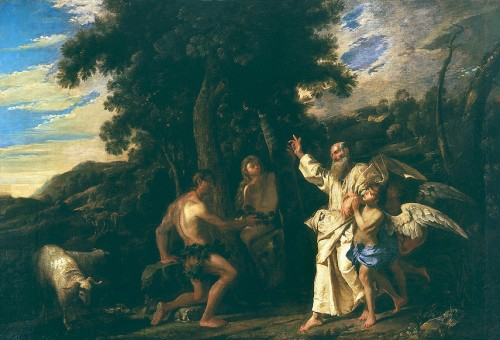
Pier Francesco Mola, Wygnanie z raju (1638), Muzeum Narodowe w Warszawie

Był synem architekta Giovanniego Battisty Moli. Uczył się u Francesca Albaniego.
Od 1662 był członkiem Akademii św. Łukasza w Rzymie. Lata 1633-47 spędził w pn. Włoszech.
Malował obrazy i freski o tematyce religijnej i mitologicznej oraz portrety. 

## Wybrane dzieła
- Barbarzyński pirat (1650) – Paryż, Luwr,
- Erminia pisze na drzewie imię Tankreda (1650-59) – Paryż, Luwr,
- Homer (1663-66) – Drezno, Galeria Obrazów Starych Mistrzów,
- Homer grający na wiolonczeli (ok. 1660) – Rzym, Galleria Corsini,
- Jakub spotyka Rachelę (ok. 1659) – St. Petersburg, Ermitaż,
- Merkury i Argos (1640-50) – Berlin, Gemäldegalerie,
- Odpoczynek podczas ucieczki do Egiptu - St. Petersburg, Ermitaż,
- Sen Endymiona (ok. 1660) – Rzym, Pinacoteca Capitolina,
- Św. Hieronim - Rzym, Pinakoteka Watykańska,
- Wizja św. Brunona (ok. 1665) – Rzym, Galleria Doria Pamphili,
- Wizja św. Brunona (ok. 1660) – Paryż, Luwr,
- Wygnanie z raju (1638) – Warszawa, Muzeum Narodowe,